# Piko Interactive
Piko Interactive LLC är ett spelutvecklings- och förlagsföretag som koncentrerar sig på utveckling av nya spel för gamla konsoler som Nintendo Entertainment System, Super NES, Sega Genesis, Atari Jaguar och Amiga, samt bärbara plattformar som det ursprungliga Game Boy, Game Boy Color och Game Boy Advance. De har flera distributionskanaler från fysiska spelkasseter, buntade spel på plug-and-play-konsoler, till populära digitala distributionskanaler som Steam Greenlight, Apple Store och Google Play.